# Disneyland Park (Anaheim)
Het Disneyland Park, in de volksmond bekend als Disneyland, is een themapark in Disneyland Resort in Anaheim, Californië en tevens het allereerste Disney-themapark ooit gebouwd. Het park werd geopend op 17 juli 1955. Disneyland is in het bezit van en wordt beheerd door The Walt Disney Company. Het park is het geesteskind van Walt Disney en zijn broer Roy Oliver Disney en is door de jaren heen 's werelds beroemdste themapark geworden en staat jaarlijkse in de top best bezochte attractieparken ter wereld.

## Geschiedenis

### Toewijding
To all who come to this happy place: Welcome. Disneyland is your land. Here age relives fond memories of the past, and here youth may savor the challenge and promise of the future. Disneyland is dedicated to the ideals, the dreams, and the hard facts that have created America, with the hope that it will be a source of joy and inspiration to all the world.
— Walter E. Disney, 17 juli 1955 4:43

### Het begin

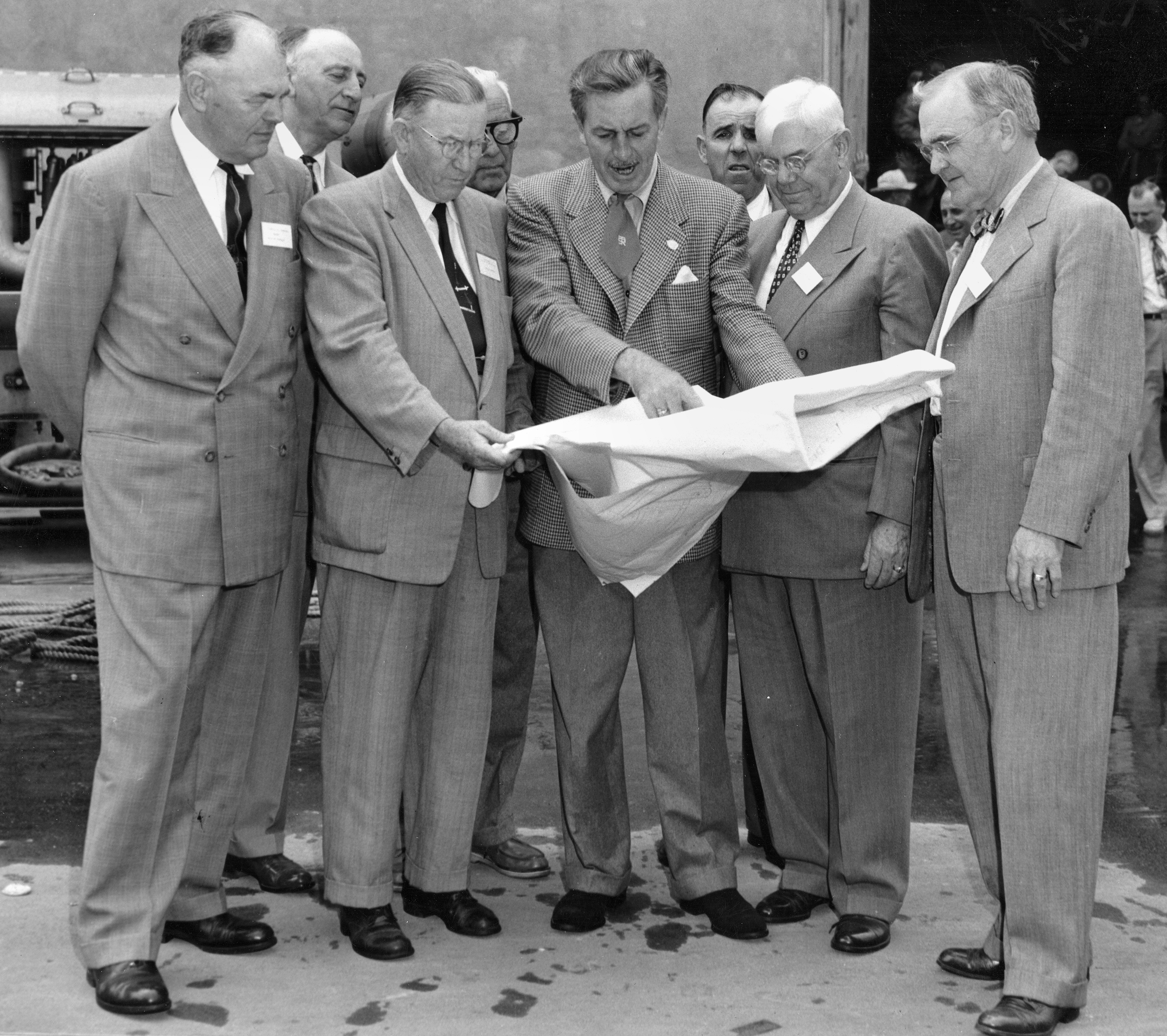
Walt Disney laat in december 1954 zijn plannen zien aan de toenmalige burgemeester van Anaheim.

Het idee voor het bouwen van Disneyland kwam, nadat Walt Disney zijn dochters in het Griffith Park in de draaimolen zaten. Hij zat op een bankje en wilde graag een bestemming waar ouders met hun kinderen naartoe zouden gaan om er samen plezier te beleven. Zijn plan bleef nog jaren op tafel liggen, totdat hij op het idee kwam om een kleinschalig attractiepark te bouwen naast de Walt Disney Studios. Het park zou dan de naam Mickey Mouse Park krijgen met een oppervlakte van 3,2 hectare. Er zouden met name speeltoestellen en kleinschalige attracties komen te staan. Het plan sneuvelde omdat er geen investeerders te vinden waren en het stadsbestuur bang was voor een kermissfeer.
Echter gaf Walt niet op en bezocht hij verschillende attractieparken in de wereld zoals Tivoli Gardens in Denemarken, Madurodam in Nederland, Greenfield Village en Children's Fairyland in de Verenigde Staten. Toen eenmaal het concept op tafel lag, bleek dat het park veel groter zou worden dan 3,2 hectare. Hierop vroeg Walt Disney Harrison Price van het Stanford Research Institute om te zoeken naar geschikte locatie voor zijn park van circa 65 hectare. De locatie viel toen in de Amerikaanse plaats Anaheim in de staat Californië. Het voordeel was dat de grond goedkoop was en het klimaat er goed was. Het gebied bestond voornamelijk uit boomgaarden. Op 16 juli 1954 werd vervolgens begonnen met de bouw van het $17 miljoen kostende park. Om het gehele park werd een zes meter hoge muur van zand aangelegd, zodat de omgeving aan het zicht onttrokken werd. Er werd gekozen voor een overzichtelijk park dat uit een aantal themagebieden bestond die allemaal verbonden waren met een centraal plein, grenzend aan het Disney-kasteel. Hierdoor zouden bezoekers niet verdwalen en altijd overzicht houden. In de laatste dagen voor de opening werd er dag en nacht gewerkt om alles op tijd af te krijgen voor de opening van het park. Het $17 miljoen kostende park had het budget drie keer overschreden. Het halve kapitaal van de Disney Studios zat in het park. Voor extra geld had Walt één van zijn woningen verkocht en zijn levensverzekering uit laten betalen. Ook was er personeel dat vrijwillig geld doneerde aan het project.
Op 17 juli 1955 werd het attractiepark officieel geopend onder de naam Disneyland. Op de openingsdag waren alleen de pers en genodigde bezoekers aanwezig, waaronder Art Linkletter, Bob Cummings en Ronald Reagan. De opening verliep niet zonder problemen. Zo was het 42° graden, kwamen fonteinen droog te staan, was er een gaslek in het themagebied Adventureland en waren er valse toegangskaarten in omloop, waardoor circa 20.000 mensen op de opening afkwamen, terwijl er 11.000 genodigden waren. Ook waren diverse attracties in storing geschoten en was op sommige plaatsen het asfalt nog niet goed genoeg uitgehard. Een dag later, op 18 juli 1955, werd het park opengesteld voor bezoekers. Zo'n 50.000 personen bezochten het attractiepark en konden uit 20 verschillende attracties kiezen, waarvan er een aantal nog steeds terug te vinden zijn in het park zoals: Peter Pan's Flight, Mr. Toad's Wild Ride, Autopia en Snow White's Scary Adventures.
Het attractiepark bleek een groot succes. De bezoekersaantallen bleven groeien. Dit resulteerde in de uitbreiding van het attractiepark met nieuwe attracties zoals: Matterhorn Bobsleds, Disneyland Monorail System, Great Moments with Mr. Lincoln en Pirates of the Caribbean.

### Groei naar resort
Het park bleef groeien en opende steeds meer nieuwe attracties zoals: Big Thunder Mountain Railroad, Haunted Mansion, Splash Mountain en Space Mountain. In de decennia die daarop volgde ontwikkelde Disneyland zich van een op zichzelf staand attractie naar een onderdeel van een resort: het Disneyland Resort. Rondom het park verrezen hotels en tegenover het park opende het Disney California Adventure Park. Ook verschenen er meer attracties met geavanceerde technieken zoals Indiana Jones Adventure en Buzz Lightyear's Astro Blasters. In 1993 opende in het attractiepark het themagebied Mickey's Toontown. In 2019 opende het themagebied Star Wars: Galaxy's Edge. Vanwege de coronacrisis sloot het attractiepark 14 maart 2020. Het park bleef vervolgens meer dan een jaar gesloten en heropende 30 april 2021.

## Themagebieden

### Main Street, USA
Dit themagebied betreden bezoekers meteen na de entree van het park. De makers van Disneyland hebben geprobeerd om een sfeer te creëren als die in het begin van de 20e eeuw in Amerika. Een "main street" is een begrip dat vaak wordt gebruikt om de hoofdweg van een park of stad aan te duiden. Deze zitten, vooral in Amerika, vaak vol met winkeltjes en eetzaakjes. Aan het eind van Main Street ligt het Sleeping Beauty Castle en het Disney Partners Statue. Verder bevinden zich in dit themagebied een station van de Disneyland Railroad en de animatronicshow Great Moments with Mr. Lincoln.

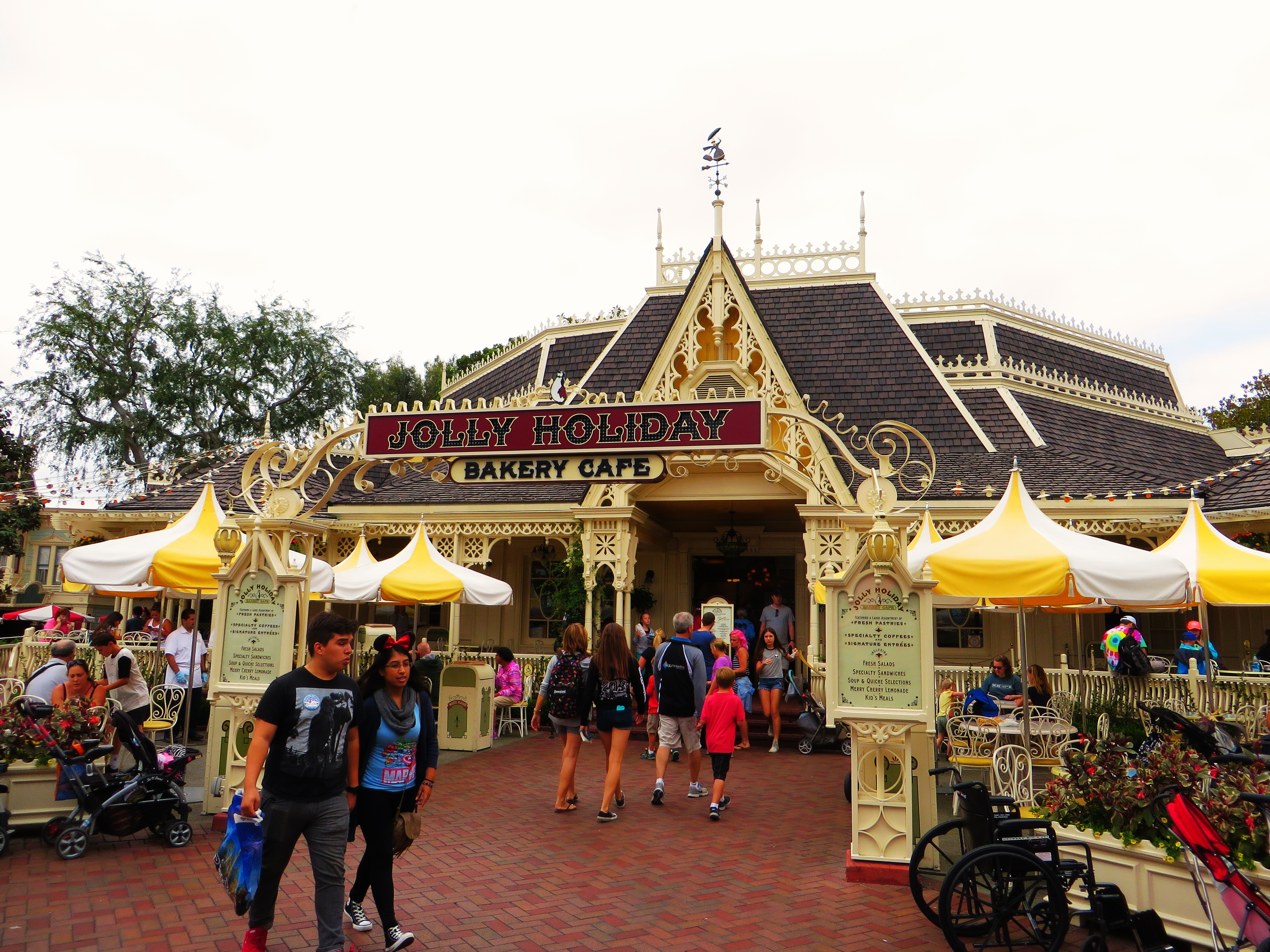
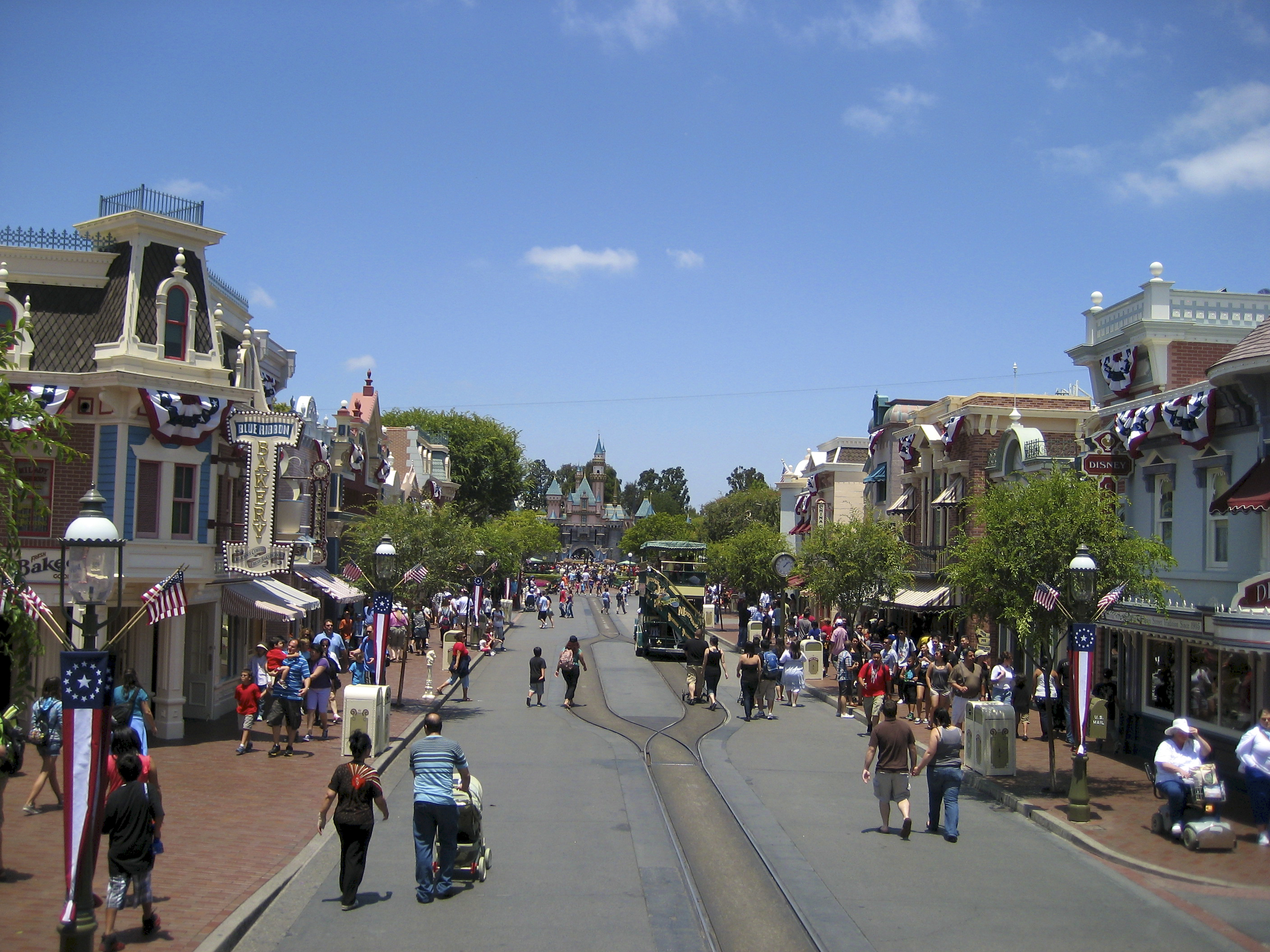
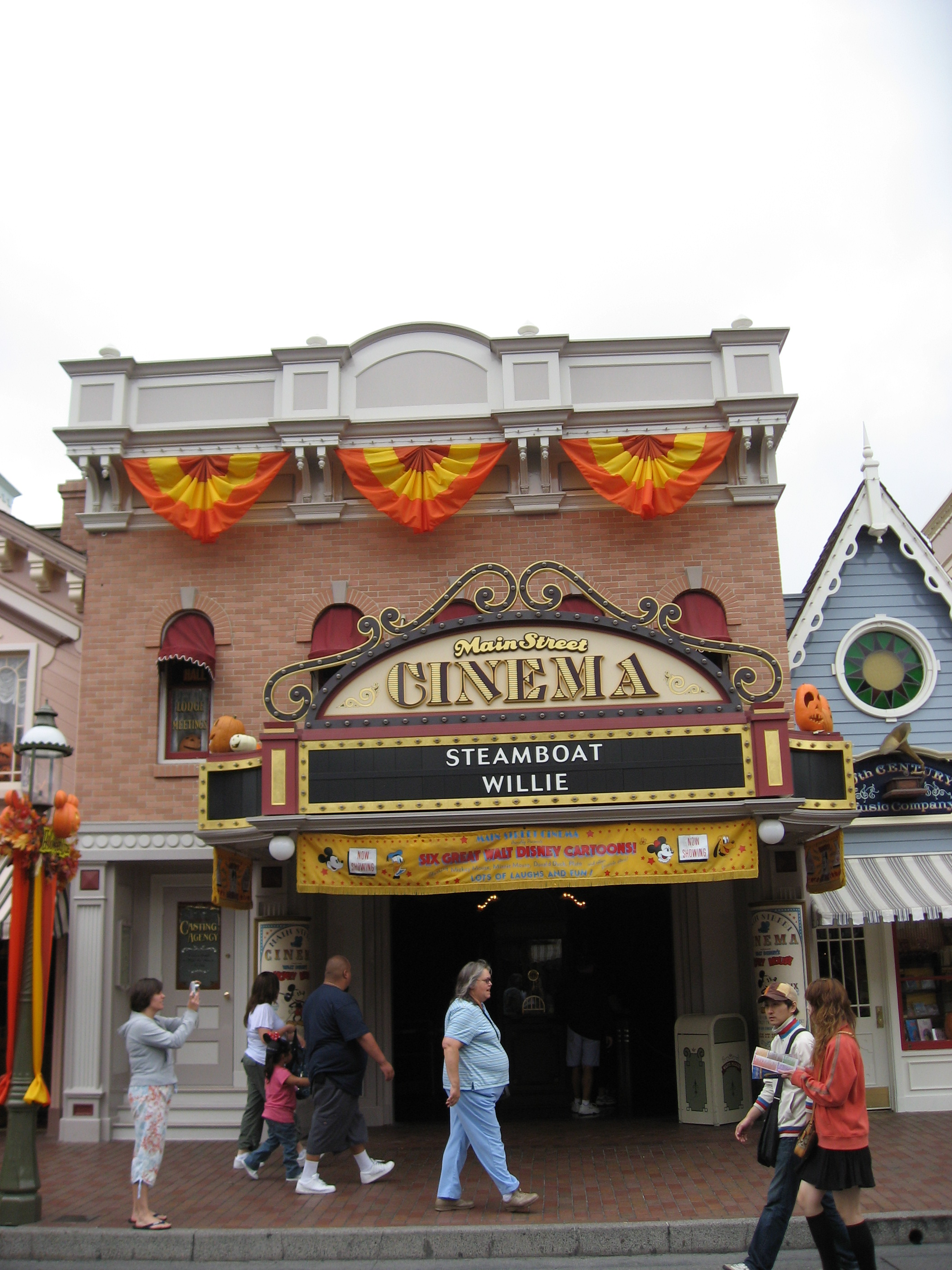

### New Orleans Square
Dit themagebied bevindt zich alleen in het Disneyland Park te Anaheim. Het themagebied is gedecoreerd naar de Amerikaanse stad New Orleans in de 19e eeuw. In dit themagebied bevinden zich twee grote attracties: Pirates of the Caribbean en The Haunted Mansion.

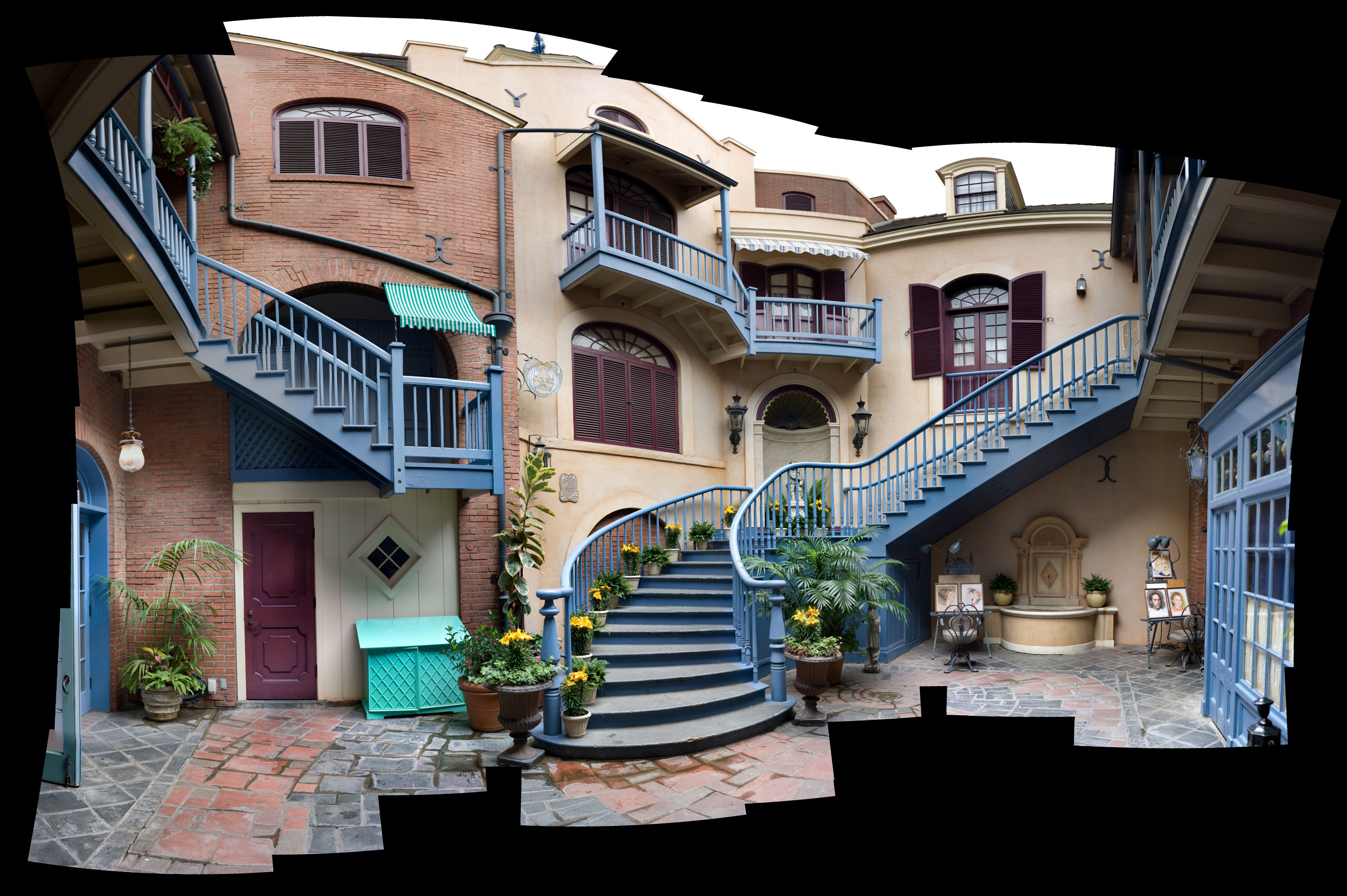
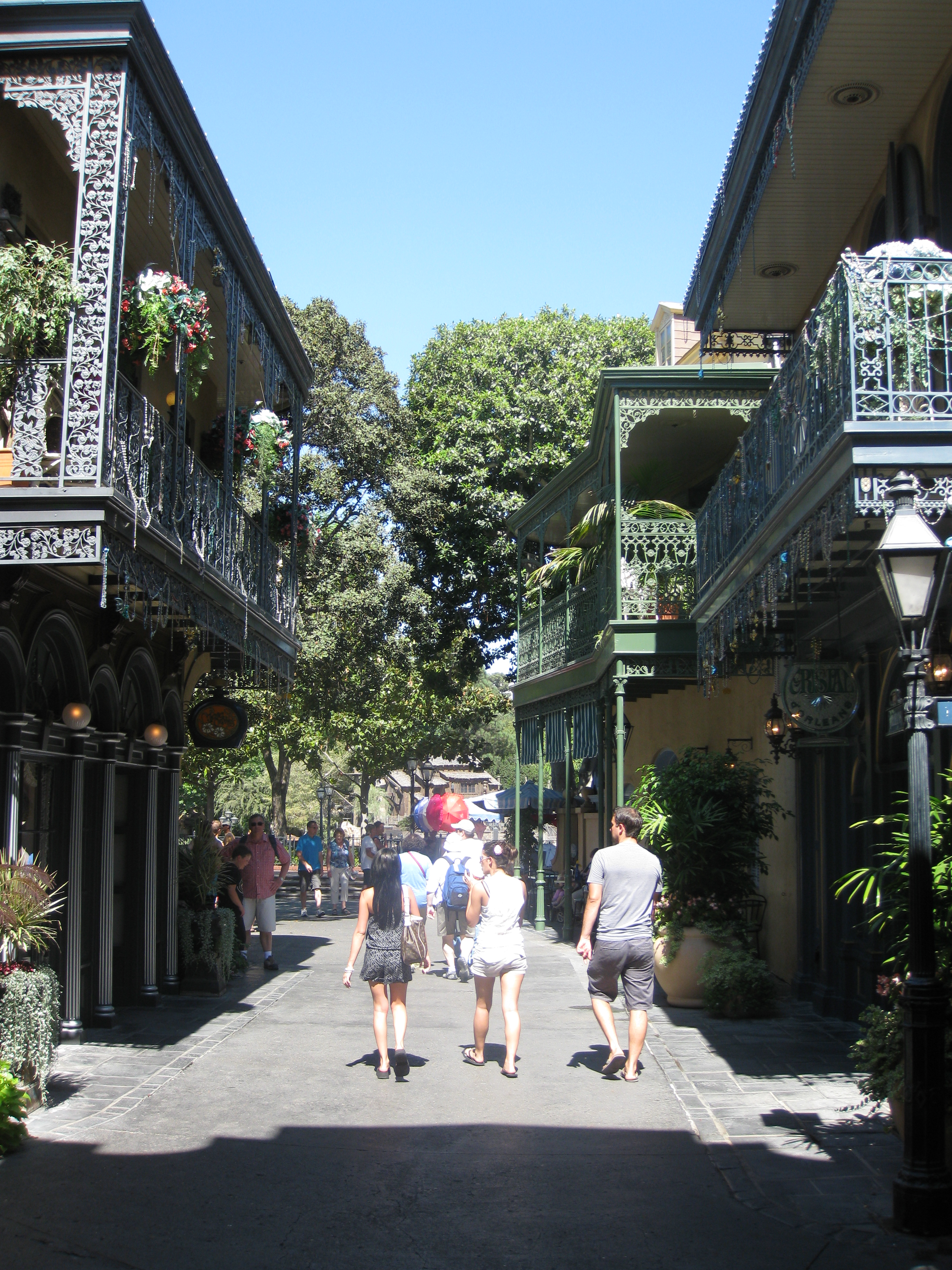
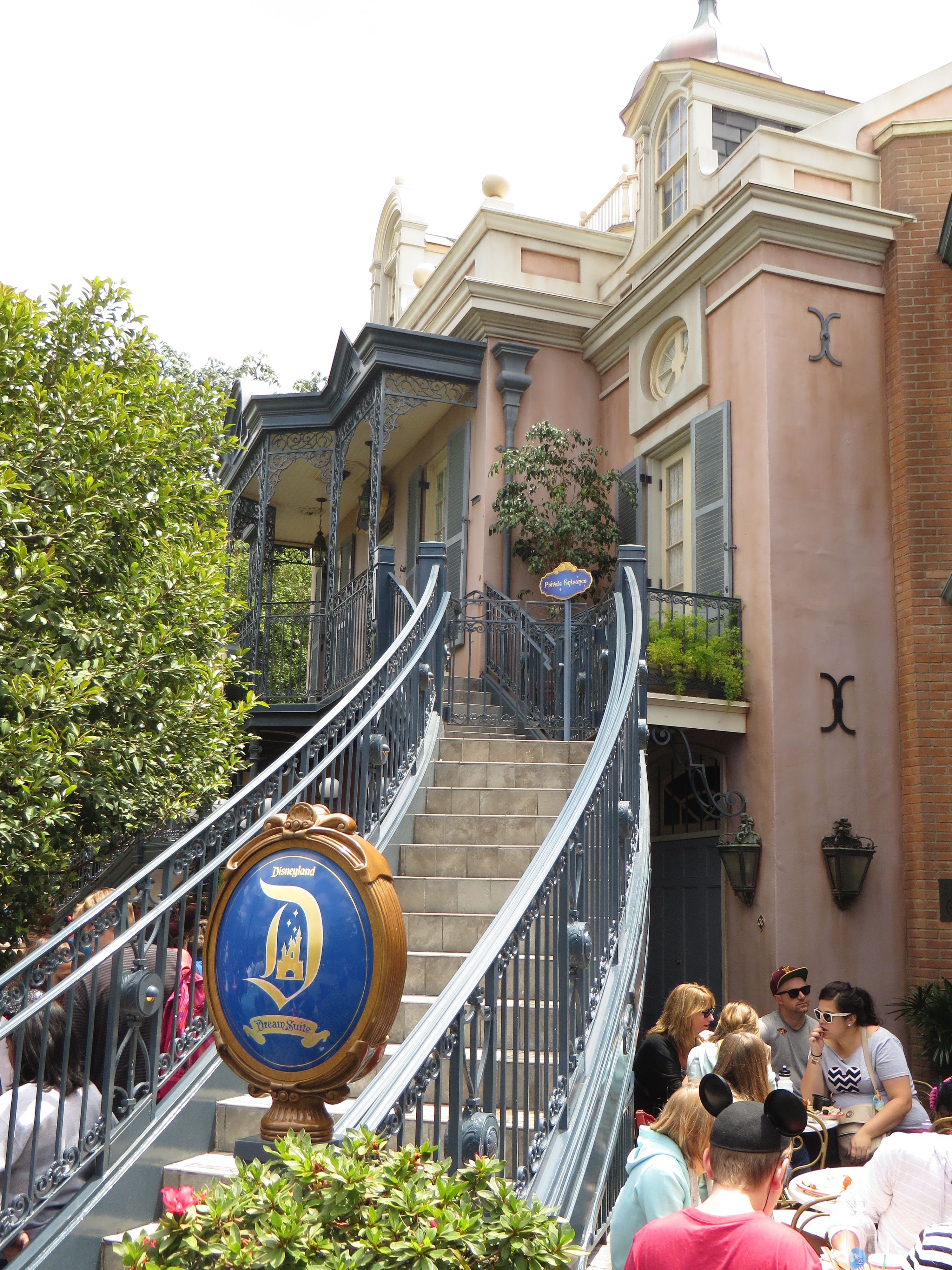
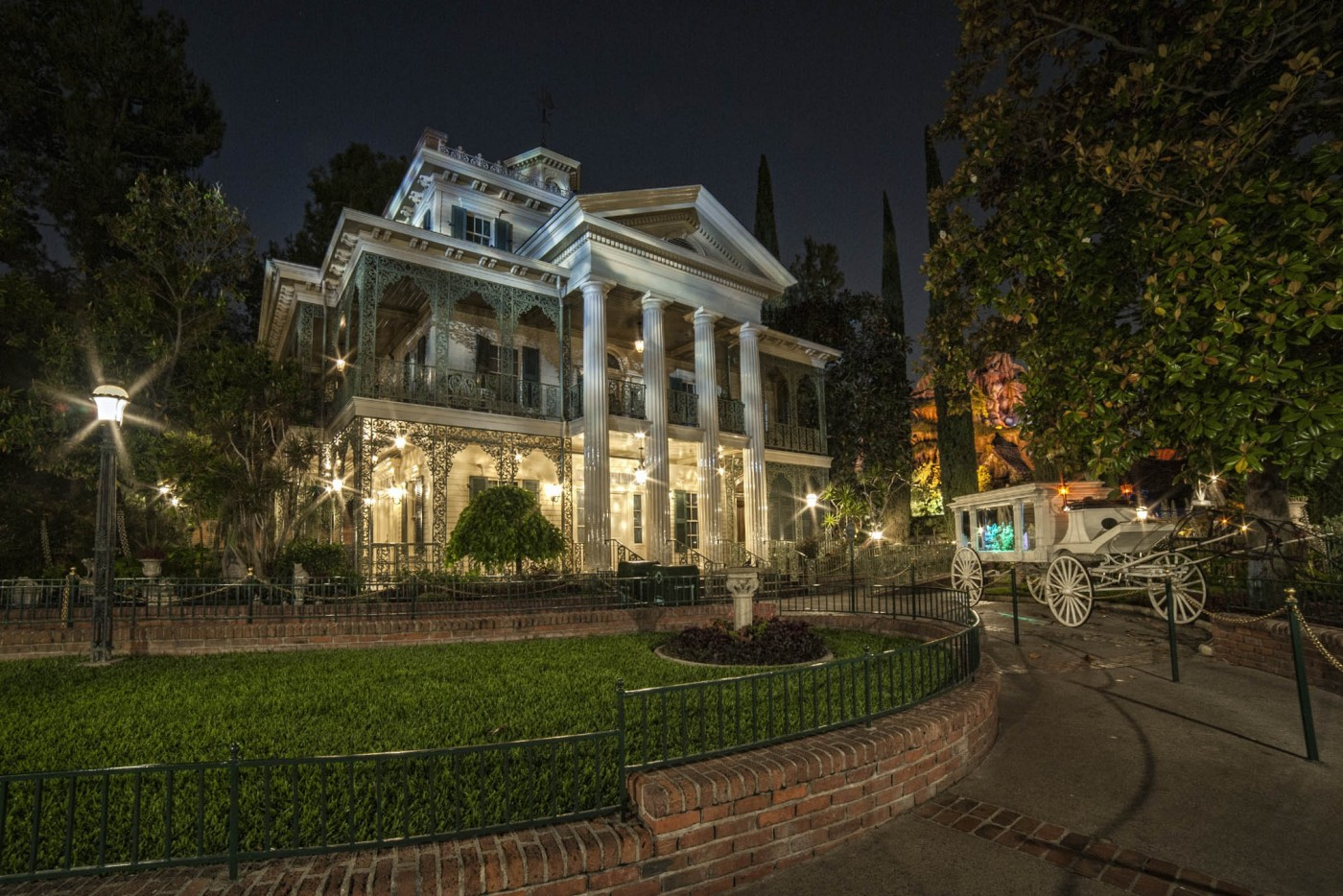

### Fantasyland
Fantasyland is het meest sprookjesachtige themagebied vol klassieke sprookjes en uitbeeldingen van vele Disneyklassiekers. Attracties die hier te vinden zijn, zijn onder meer: Peter Pan's Flight en "it's a small world". Fantasyland grenst aan de achterzijde van het kasteel van Doornroosje. De bebouwing is grotendeels gebaseerd op Europese architectuur zoals de Alpenlanden en het Verenigd Koninkrijk. Centraal in het gebied staat een draaimolen. Vrijwel dezelfde opzet is ook toegepast in het Disneyland Park in Parijs.

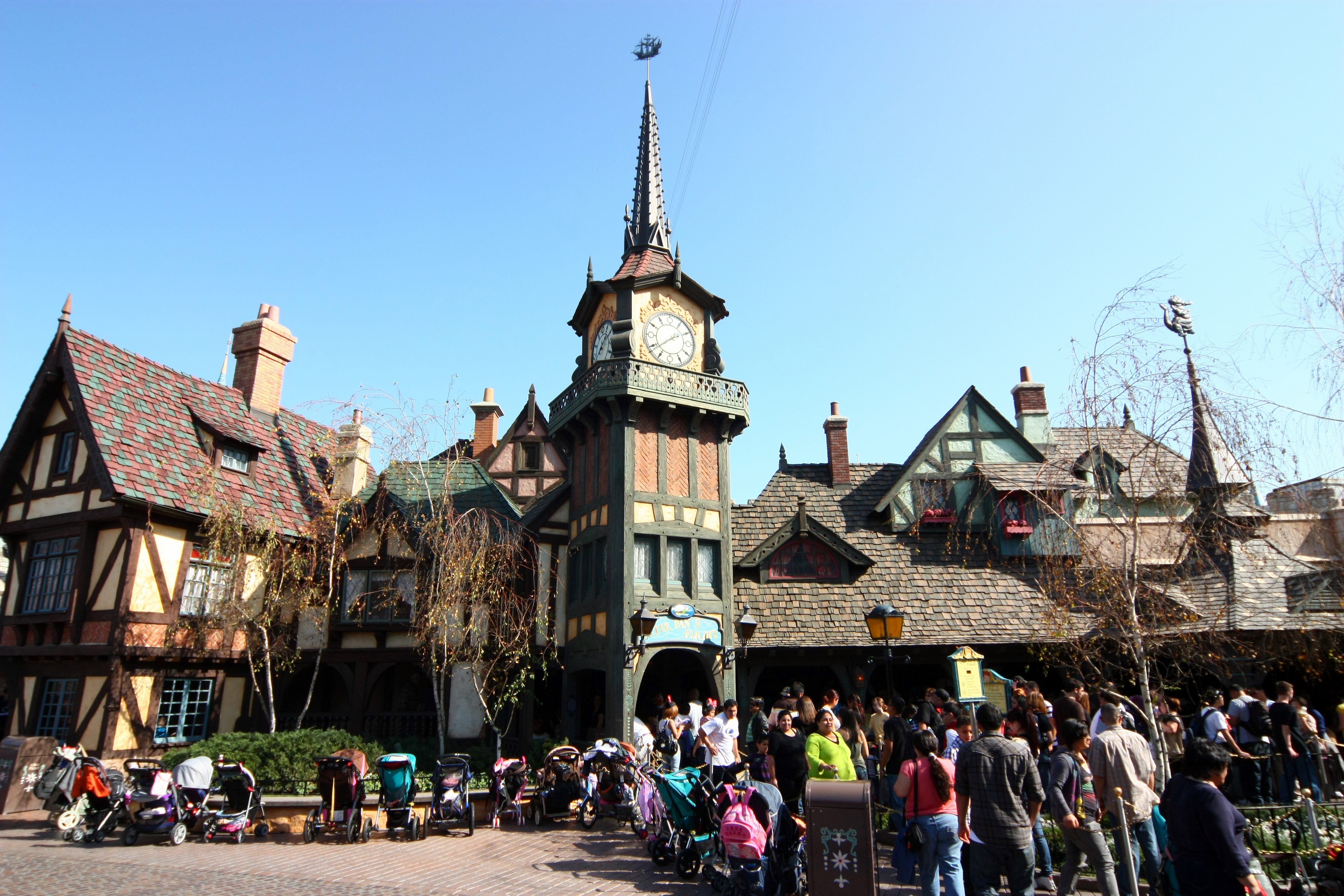
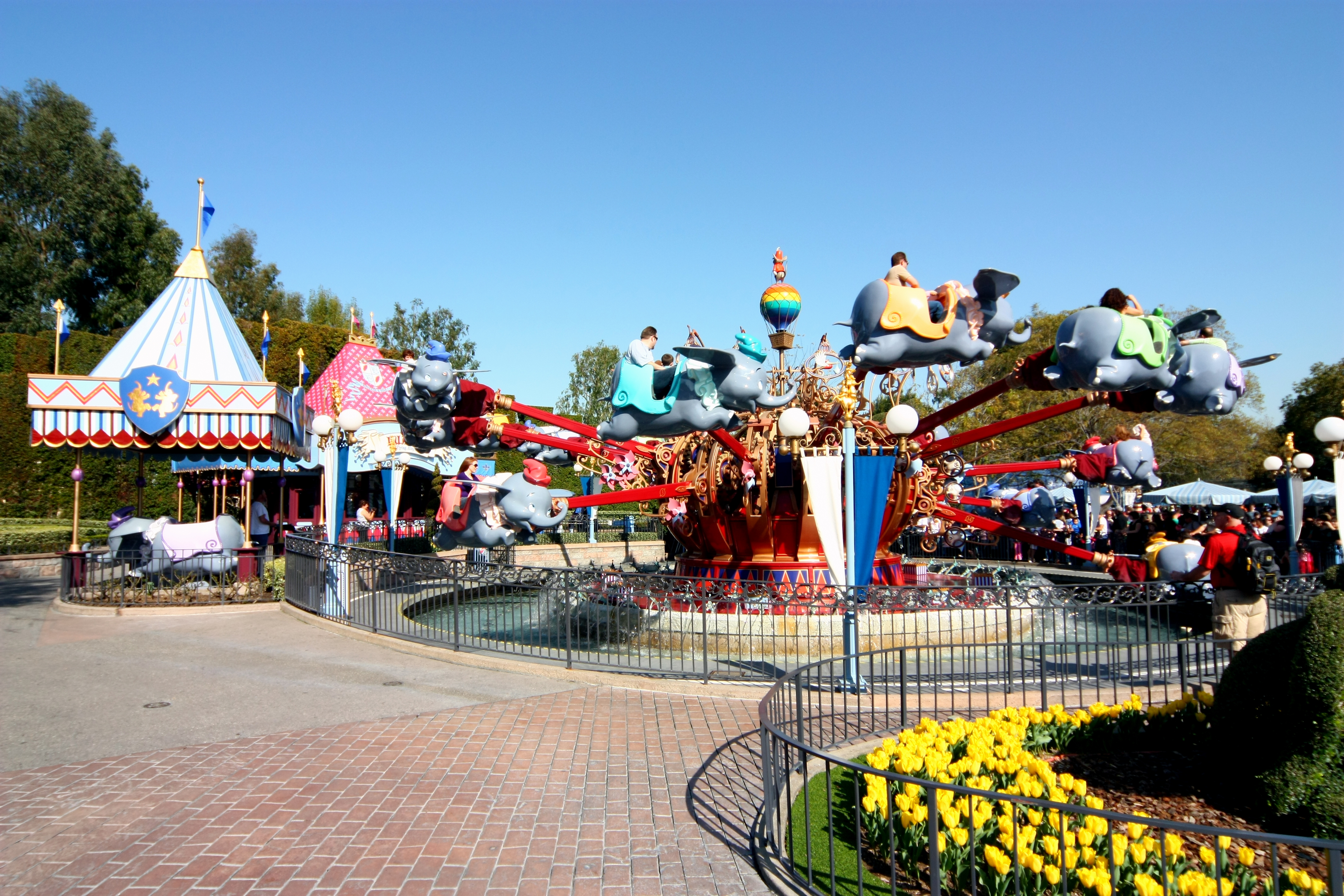
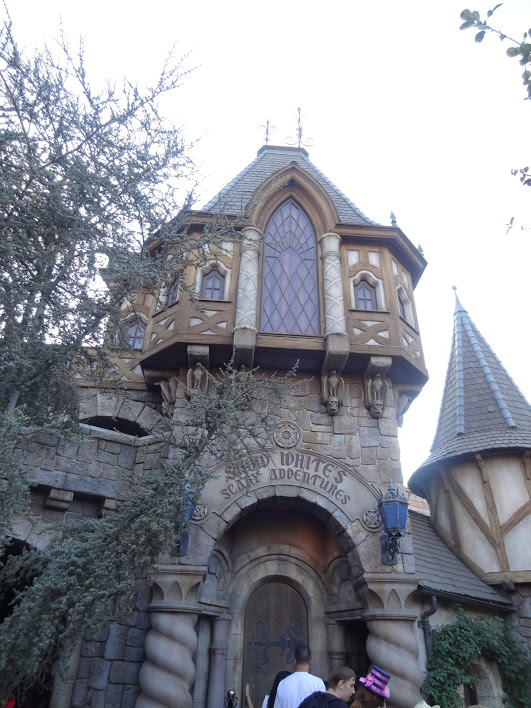

### Mickey's Toontown
Mickey's Toontown is gedecoreerd als het dorp Toontown uit de film Who Framed Roger Rabbit. Het is gebaseerd op de cartoonesthetiek uit de jaren 30 en is de thuisbasis van de populairste stripfiguren van Disney. Toontown heeft twee hoofdattracties: Gadget's Go Coaster en Roger Rabbit's Car Toon Spin. Ook staan de woningen van bekende Disney-personages zoals Donald Duck en Goofy er. Ze dienen als ontmoetingsplaats met de karakters.

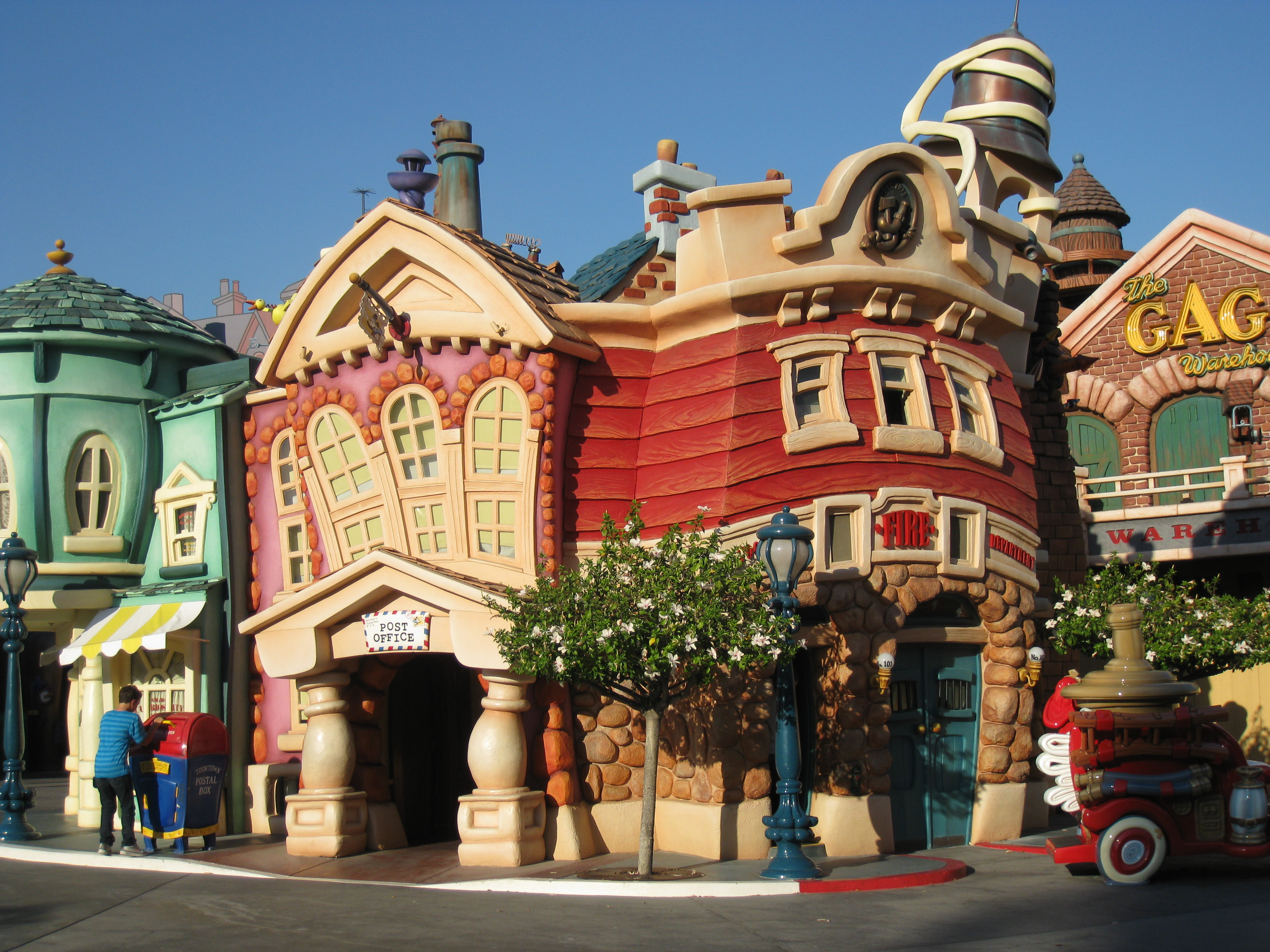
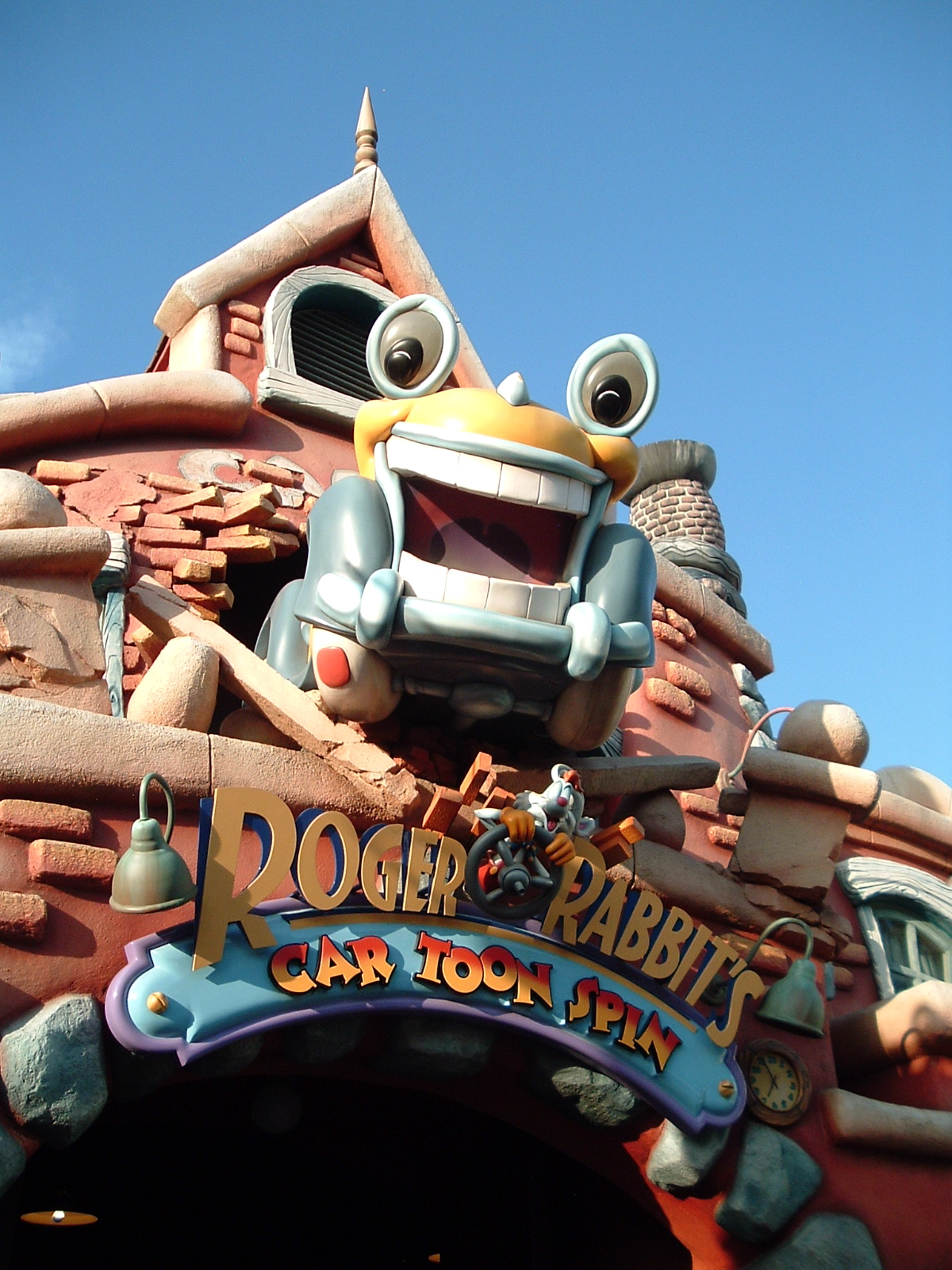

### Adventureland
Adventureland is ontworpen om het gevoel van een exotische tropische plek in een verre regio van de wereld na te bootsen. "Om een land te creëren dat deze droom werkelijkheid zou maken", zei Walt Disney, "We beeldden ons in dat we ver van de bewoonde wereld in de afgelegen oerwouden van Azië en Afrika zijn." Adventureland huisvest diverse attracties zoals: Jungle Cruise en Indiana Jones Adventure.

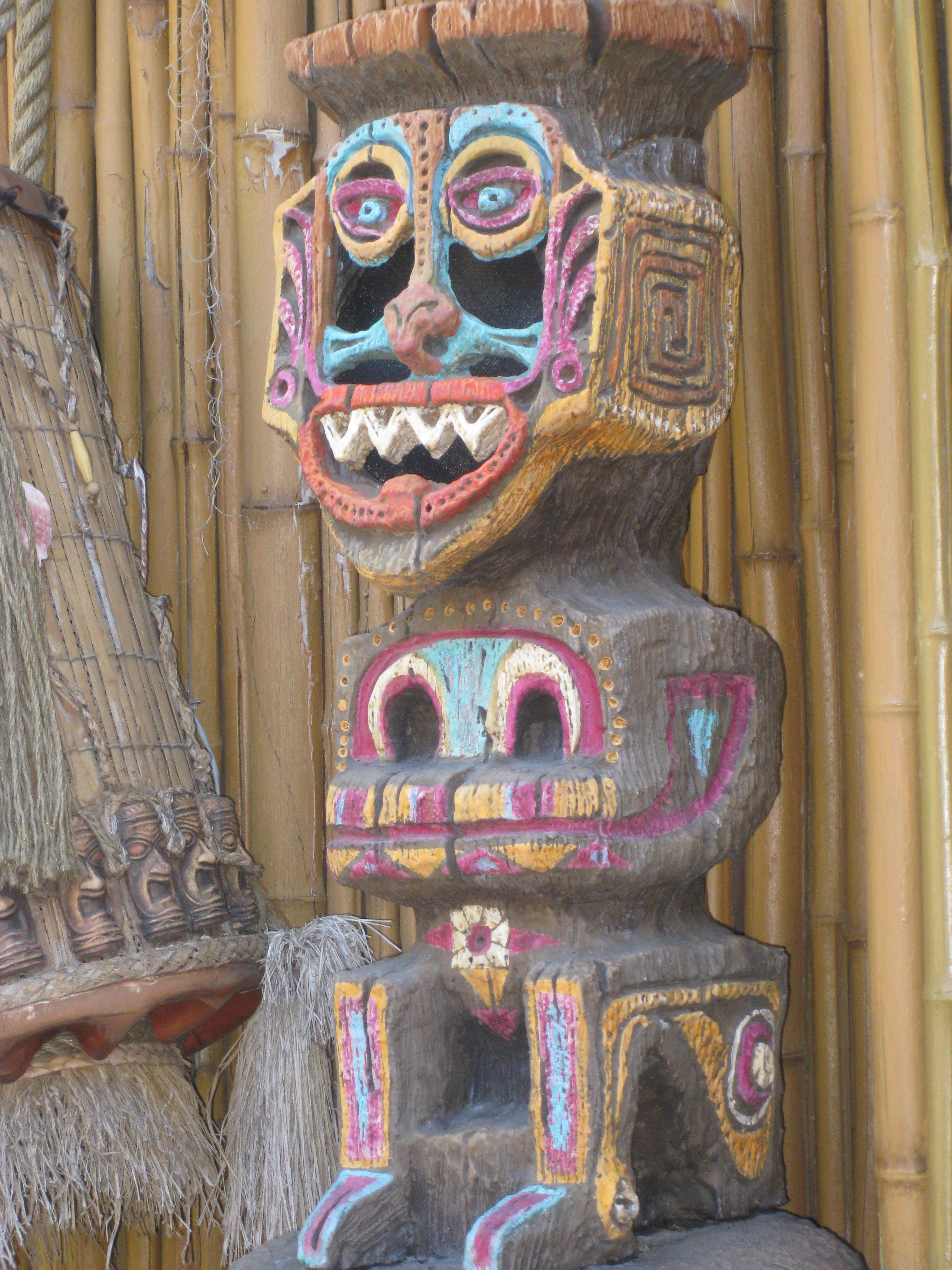
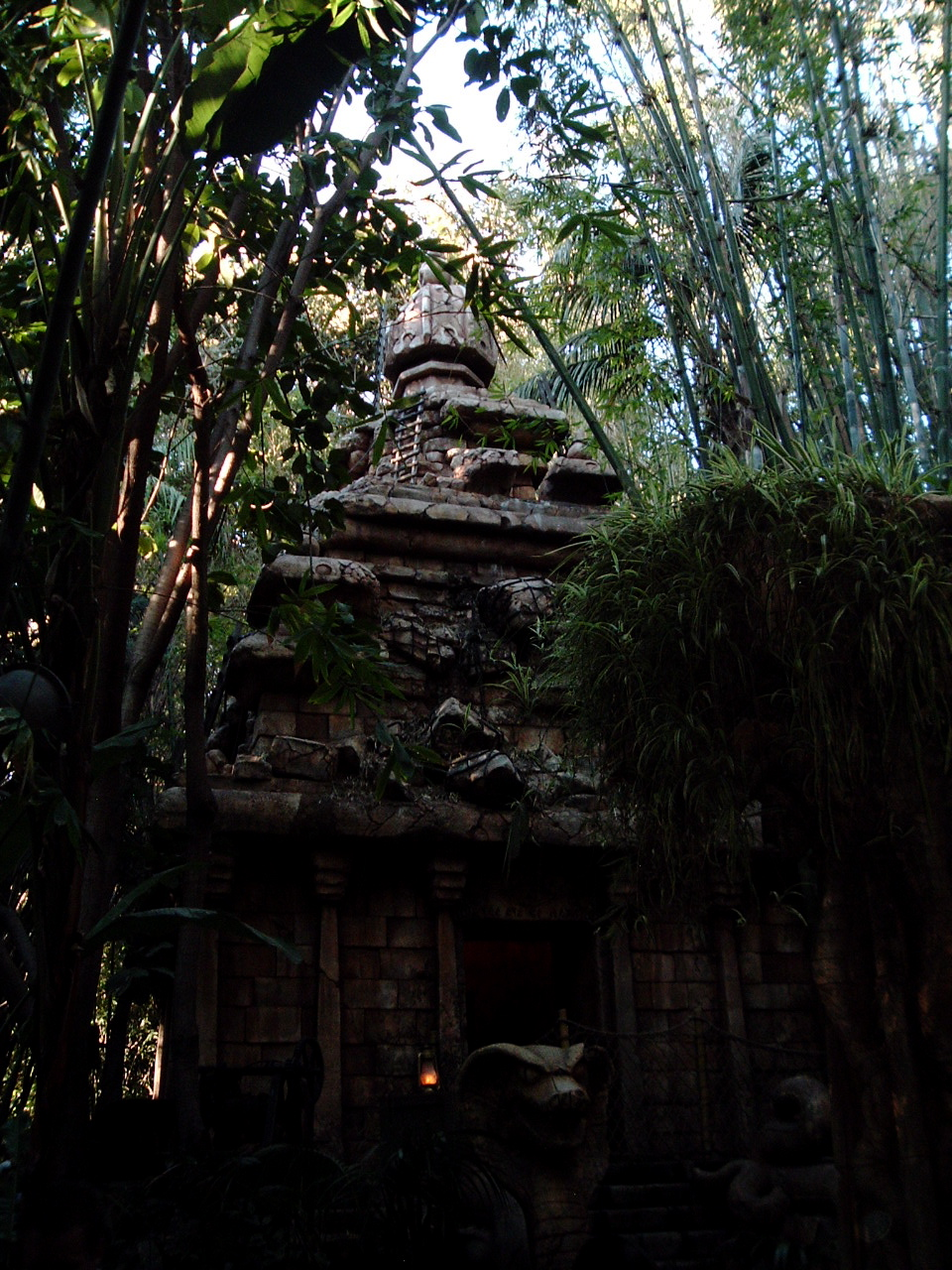
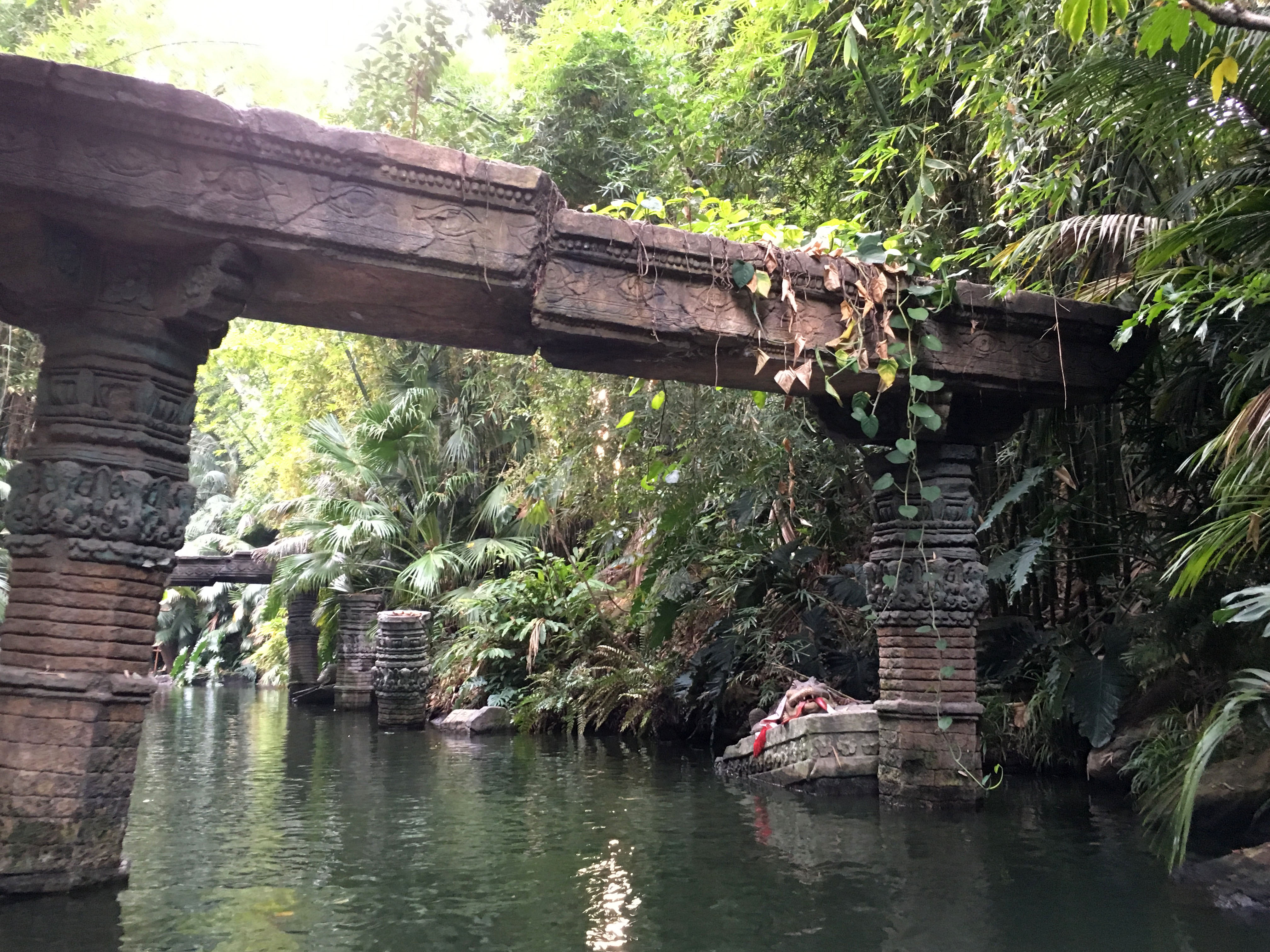

### Frontierland
Dit themagebied is gedecoreerd naar het Wilde Westen en het leven aan de frontier. Zo kunnen bezoekers met een radarstoomboot over de Rivers of America. Langs de boot zijn verschillende objecten, woningen en animatronics te vinden die naar dit thema verwijzen. Elders in het themagebied is de achtbaan Big Thunder Mountain Railroad te vinden.

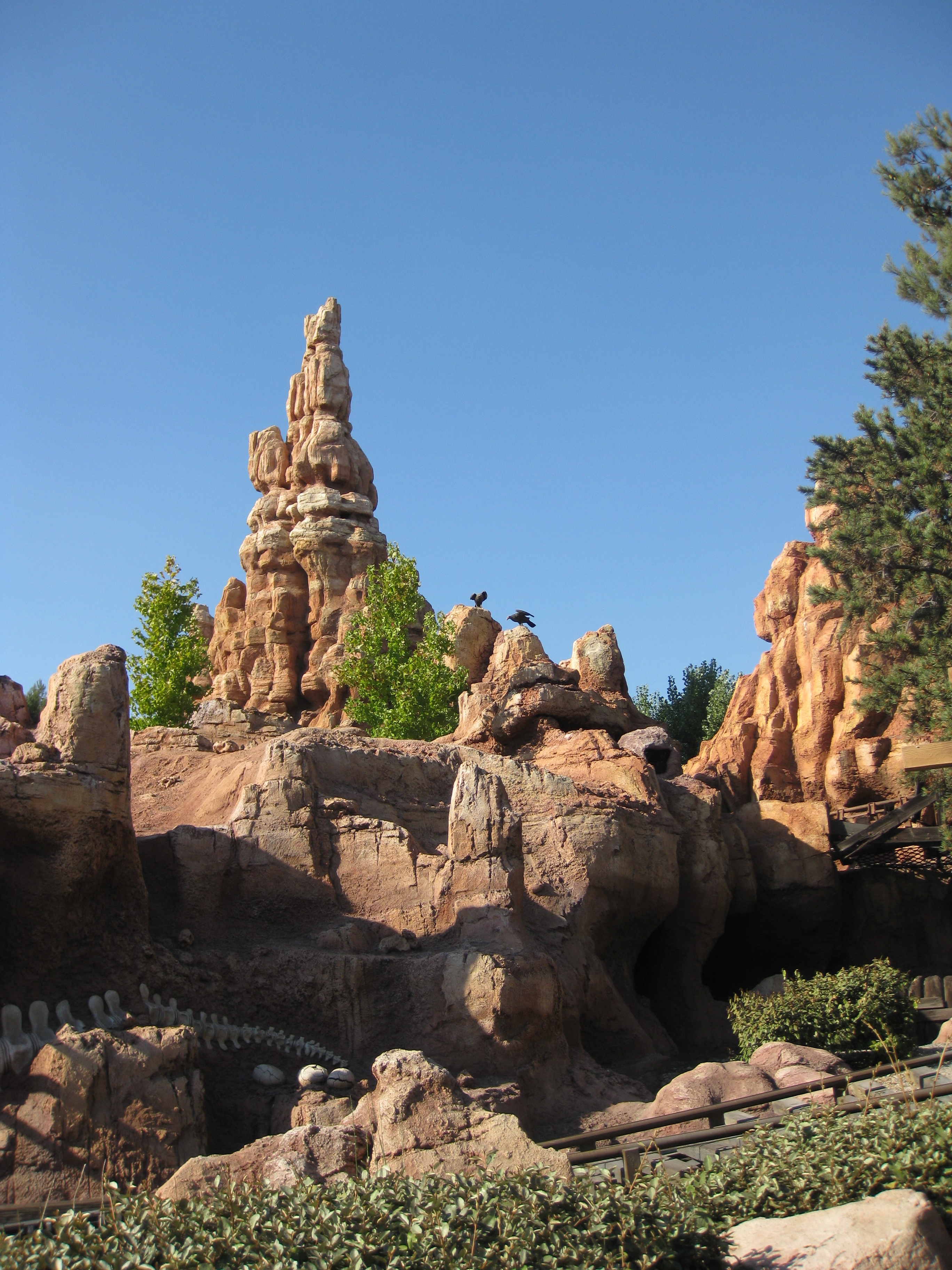
Big Thunder Mountain Railroad
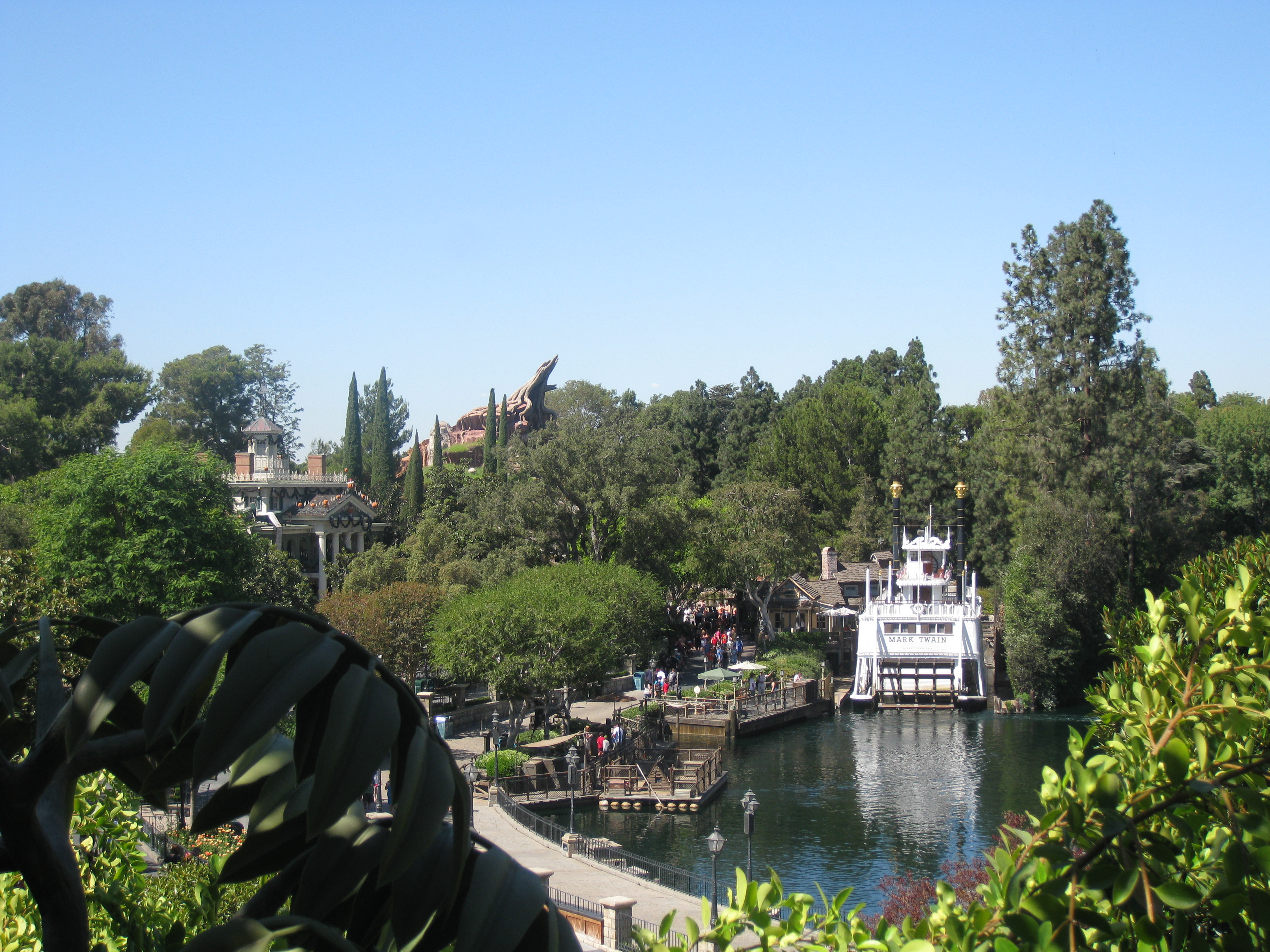

### Critter Country
Dit themagebied is gethematiseerd naar de bossen in Noord-Amerika en werd in 1972 geopend als Bear Country. In 1988 kreeg het de naam Critter Country. In het gebied zijn de attracties: The Many Adventures of Winnie the Pooh en Splash Mountain te vinden.

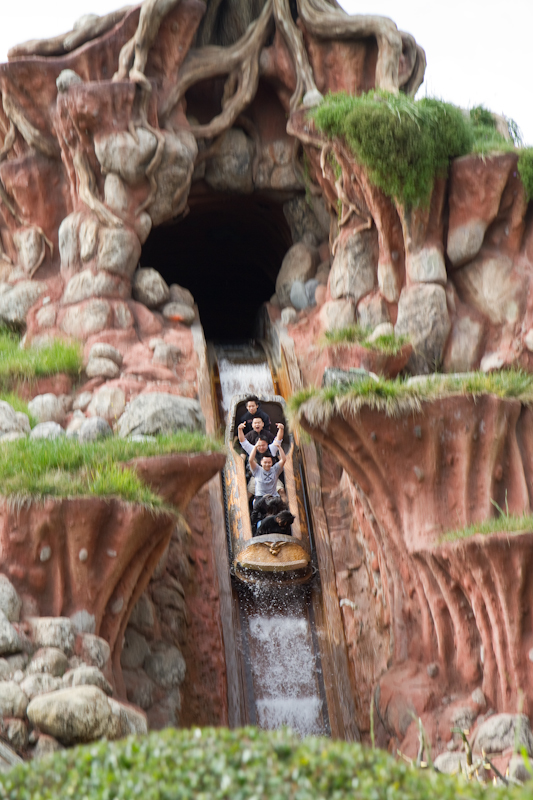
Splash Mountain
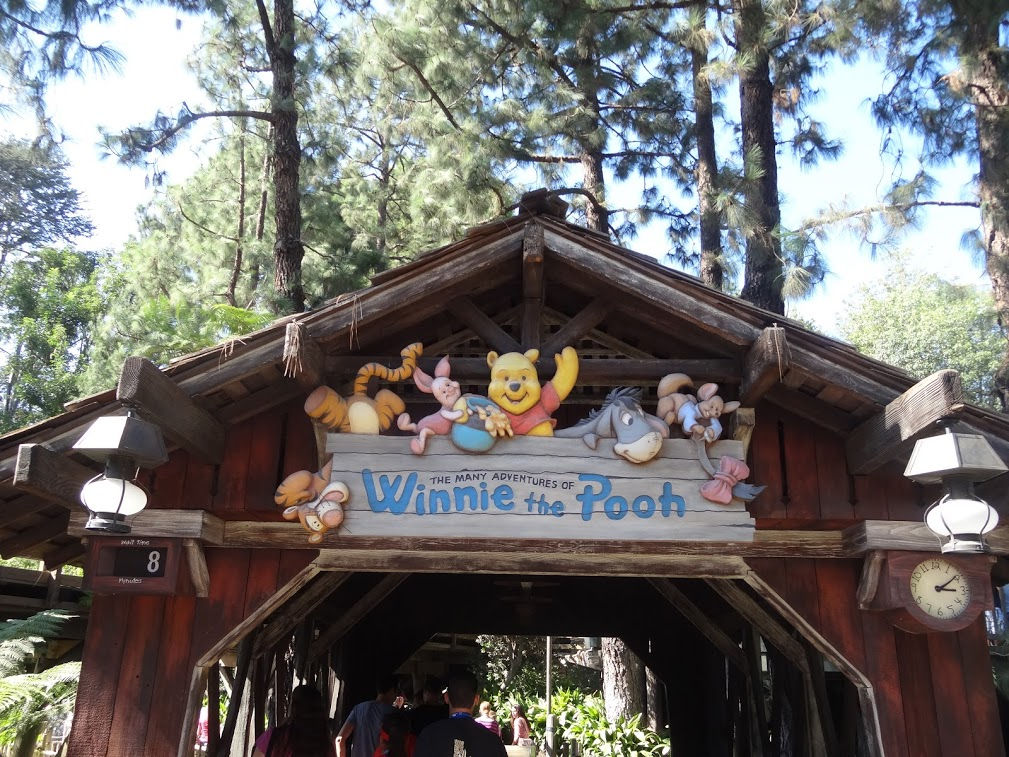
The Many Adventures of Winnie the Pooh (attractie)

### Tomorrowland
In het themagebied bevinden zich verschillende attracties die grotendeels gedecoreerd zijn naar het ruimtevaartthema. Een aantal voorbeelden van attracties zijn: Space Mountain en Buzz Lightyear Laser Blast. De opzet van Tomorrowland is sinds de opening flink veranderd. In de openingsjaren was Tomorrowland een themagebied waar alles in het teken stond van educatie, techniek en innovatie. De enig overgebleven attractie uit dat tijdperk is Autopia. De overige attracties waren met name shows, films en (interactieve) tentoonstellingen.

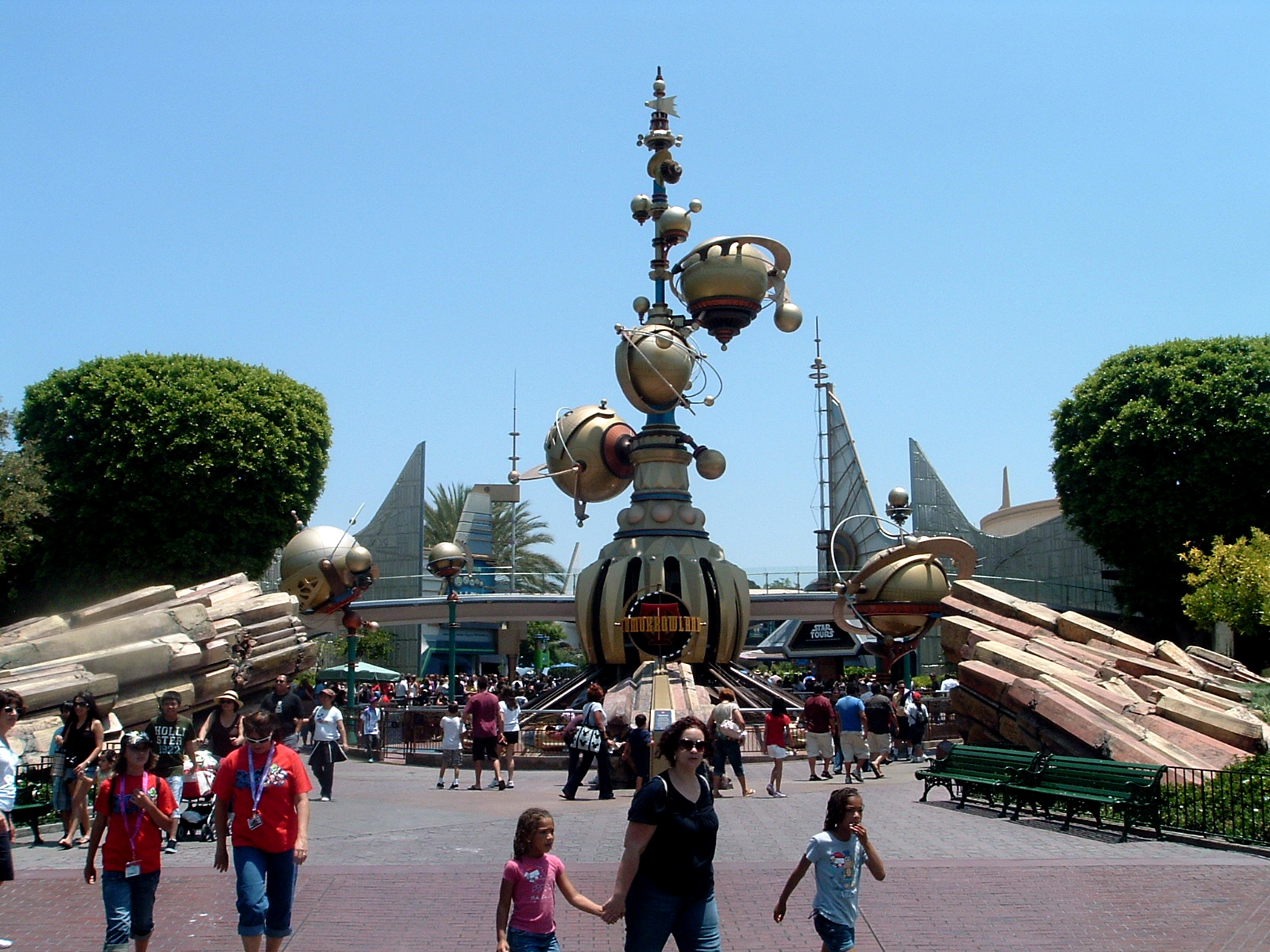
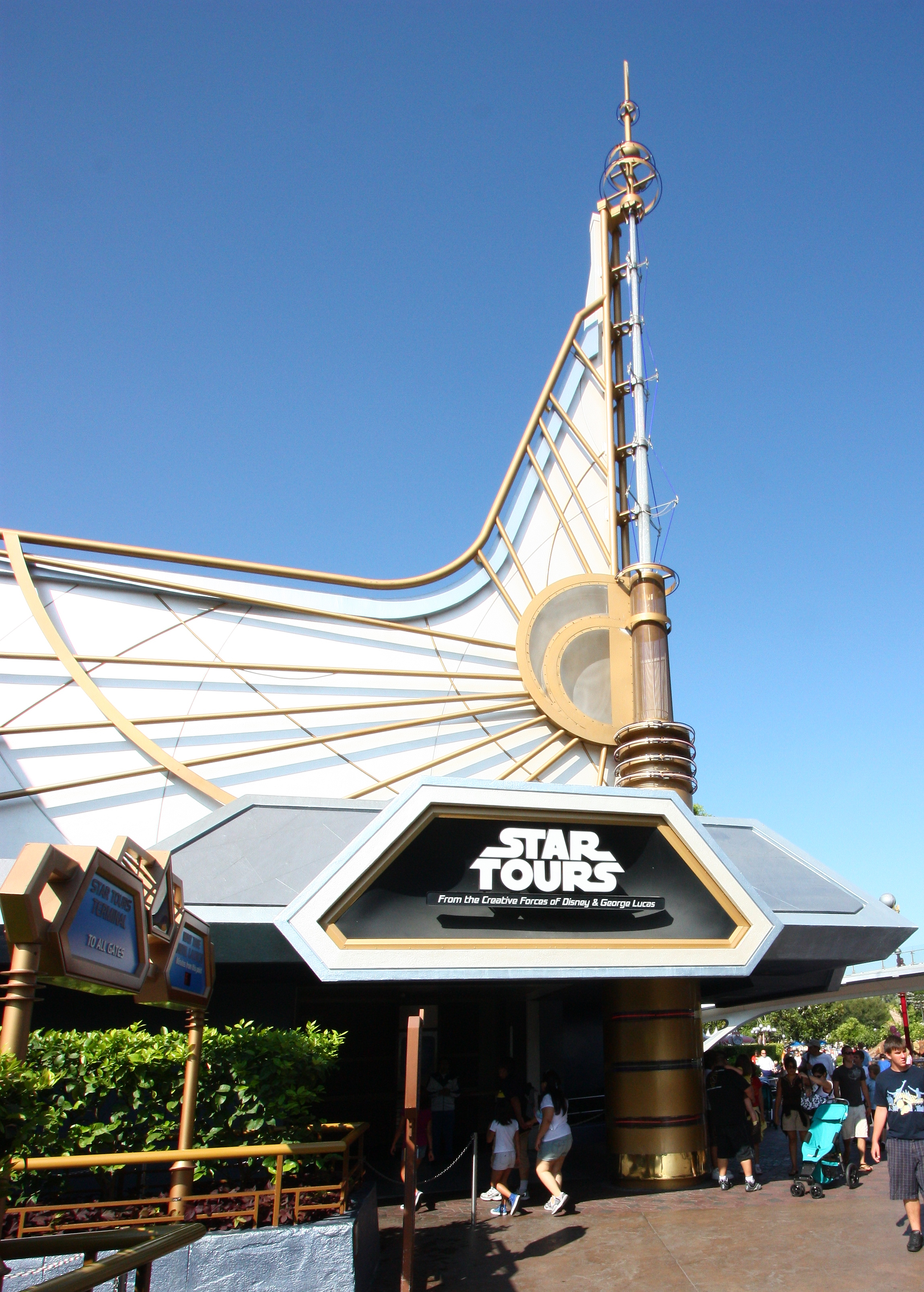
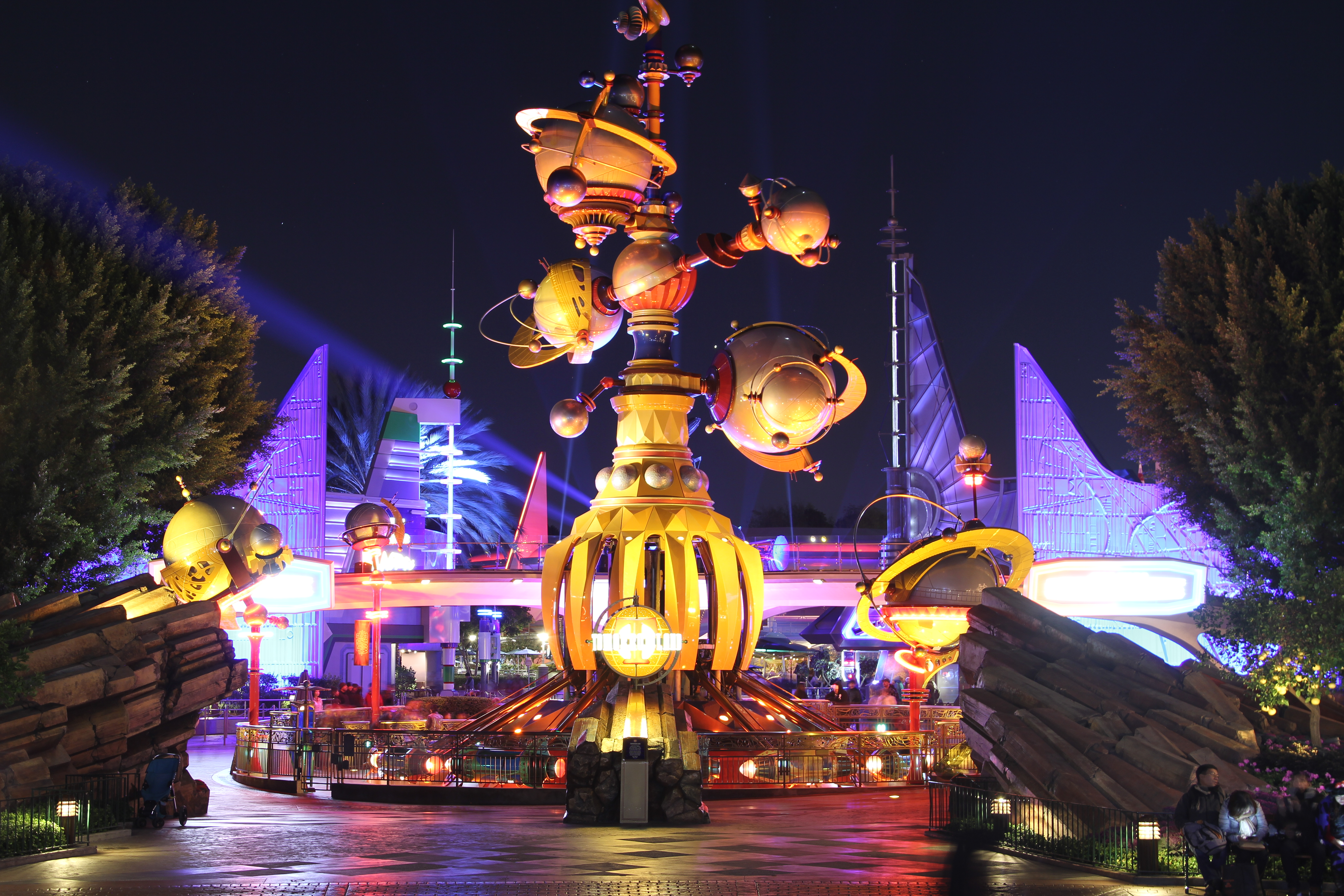

### Star Wars: Galaxy's Edge
Star Wars: Galaxy's Edge is gethematiseerd naar de Star Wars-franchise, en heeft als setting een fictieve plaats Black Spire Outpost op de fictieve planeet Batuu. In de bebouwing bevinden zich onder meer souvenirwinkels en horeca. Ook staat het ruimteschip de Millennium Falcon in het themagebied. In Galaxy's Edge staan de attracties: Millennium Falcon: Smugglers Run en Star Wars: Rise of the Resistance.

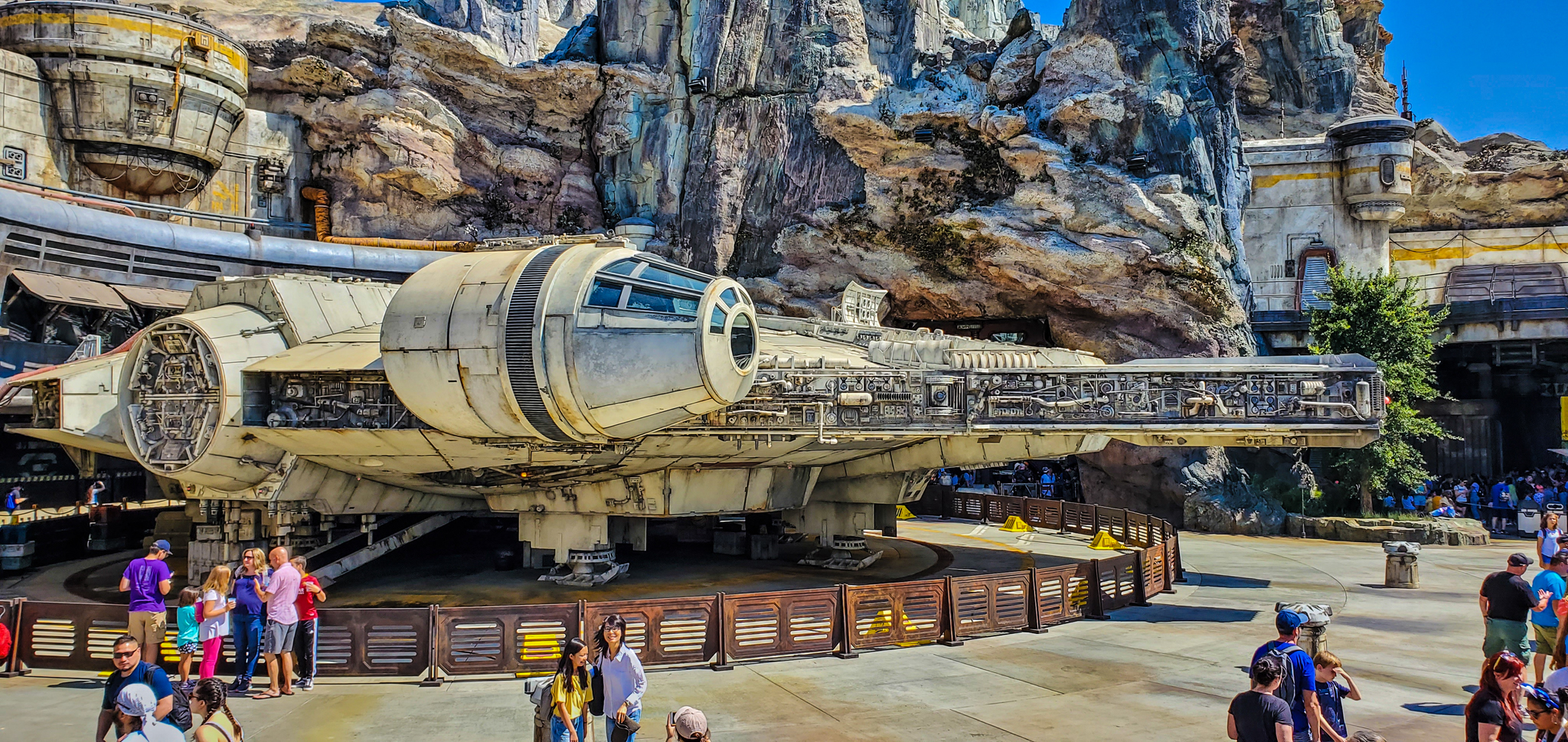
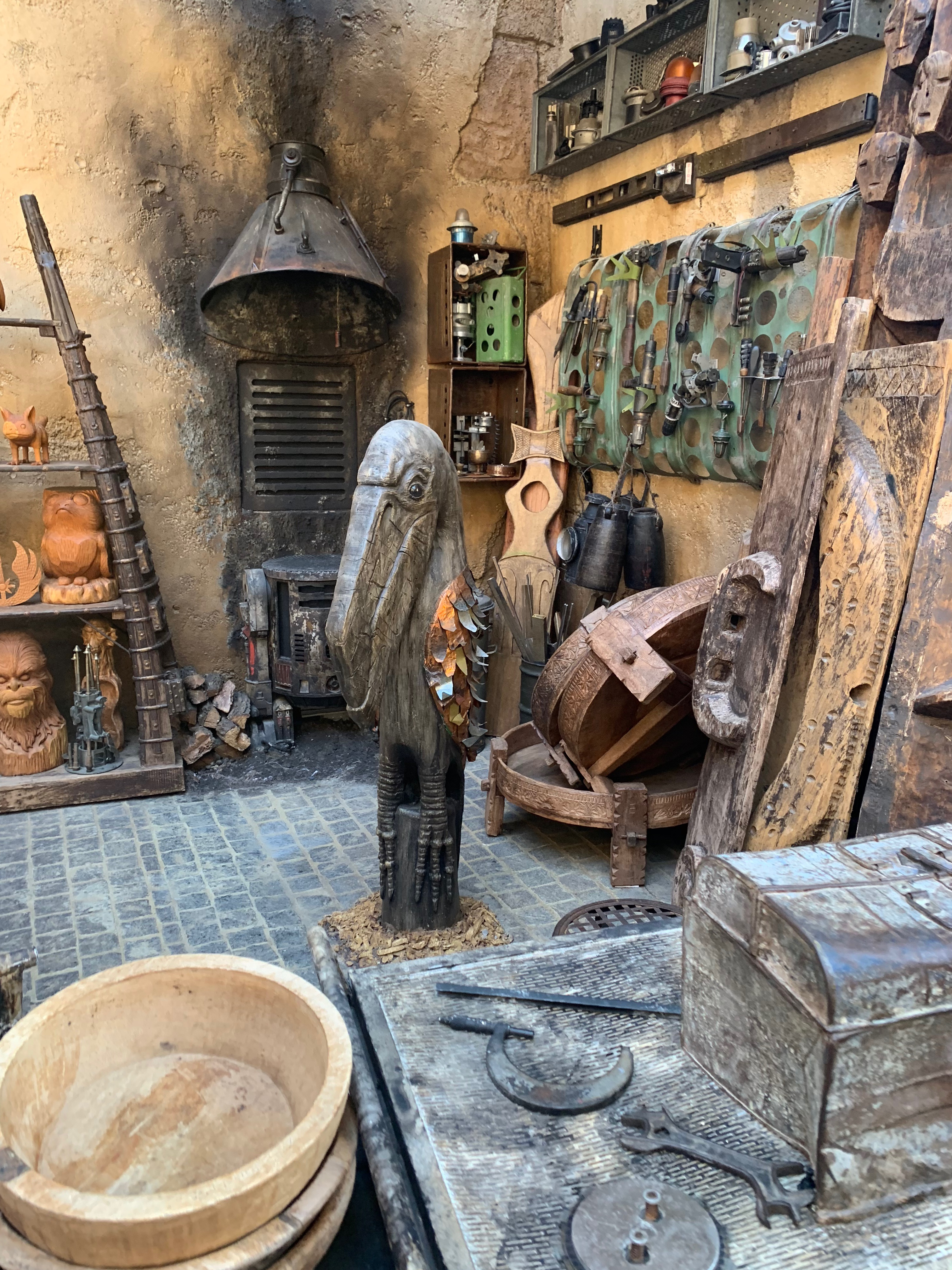
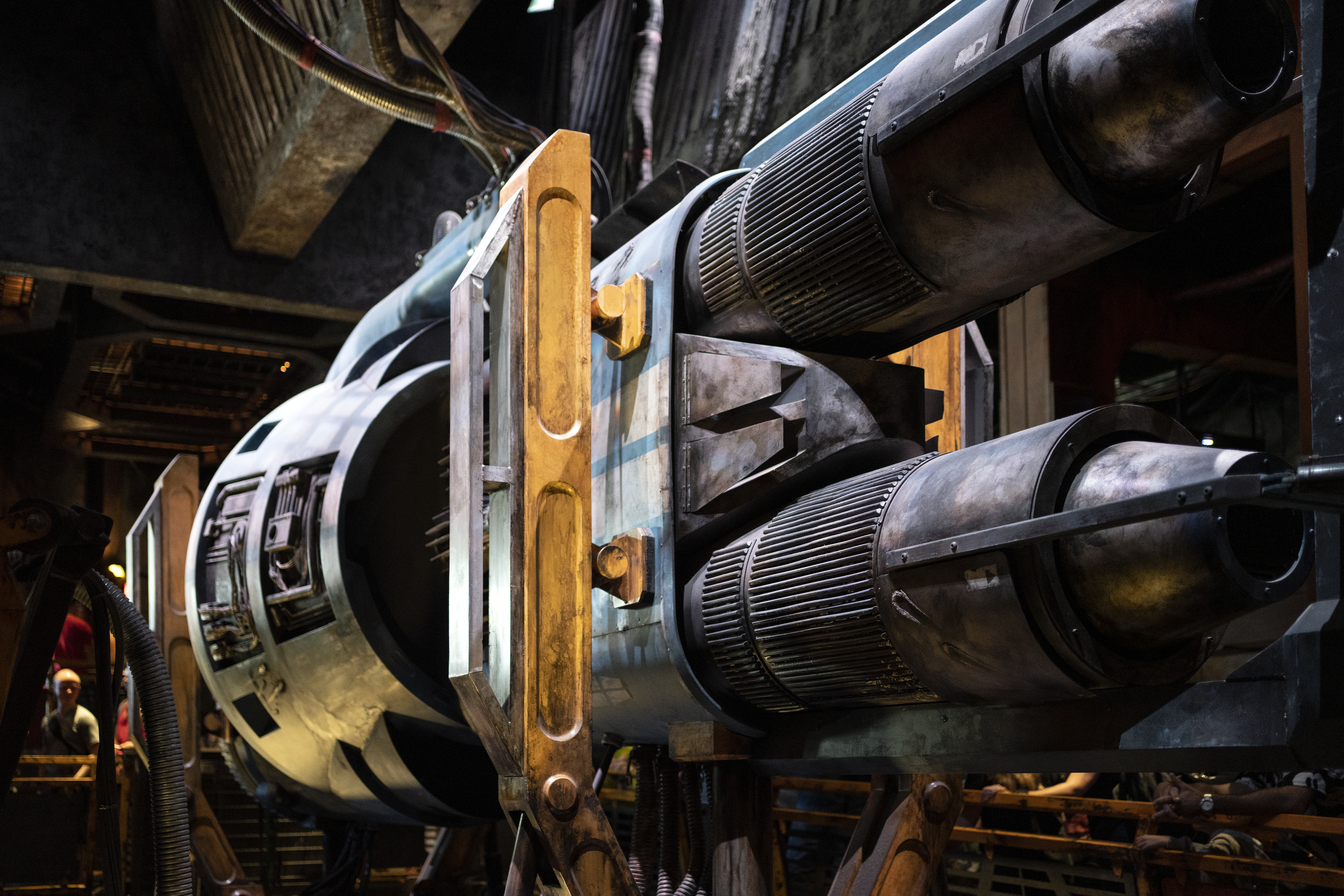